# Akaiti Puna
Akaitiiti O Te Rangi Puna (geb. 5. September 1952) ist eine Politikerin der Cookinseln und Mitglied des Pāremeta te Kuku Airani (Parlament). Sie ist Mitglied der Cook Islands Party. Sie ist mit dem ehemaligen Premierminister der Cookinseln, Henry Puna, verheiratet und die Schwester des Abgeordneten Tukaka Ama.
Puna wurde auf Rarotonga geboren und erhielt ihre Bildung am Tereora College und an der Auckland Girls’ Grammar School in Neuseeland. Sie begann in der Schule in Neuseeland mit dem Netball-Spielen und spielte nach ihrer Rückkehr auf die Cookinseln weiterhin für Ngatangiia. Bei den Mini-Südpazifikspiele 1981 war sie Managerin von Netball Cook Islands, und gehörte später auch zum Vorstand. Ab 1972 arbeitete sie für Air New Zealand.
Nach der Wahl ihres Ehemanns als Prime Minister in den Wahlen in den Cookinseln 2010 führt Puna die Perlenfarm der Familie auf Manihiki. Als er 2021 zurücktrat um Generalsekretär des Pacific Islands Forum zu werden, stellte sie sich 2021 für seinen früheren Sitz im Wahlkreis Manihiki zur Nachwahl, und wurde gewählt. Sie wurde am 31. Mai 2021 vereidigt.
Sie wurde in den Wahlen 2022 wiedergewählt.